# Iowa, Louisiana
Iowa är en kommun (town) i Calcasieu Parish i Louisiana. Orten har fått sitt namn efter delstaten Iowa. Vid 2010 års folkräkning hade Iowa 2 996 invånare.